# CityGML

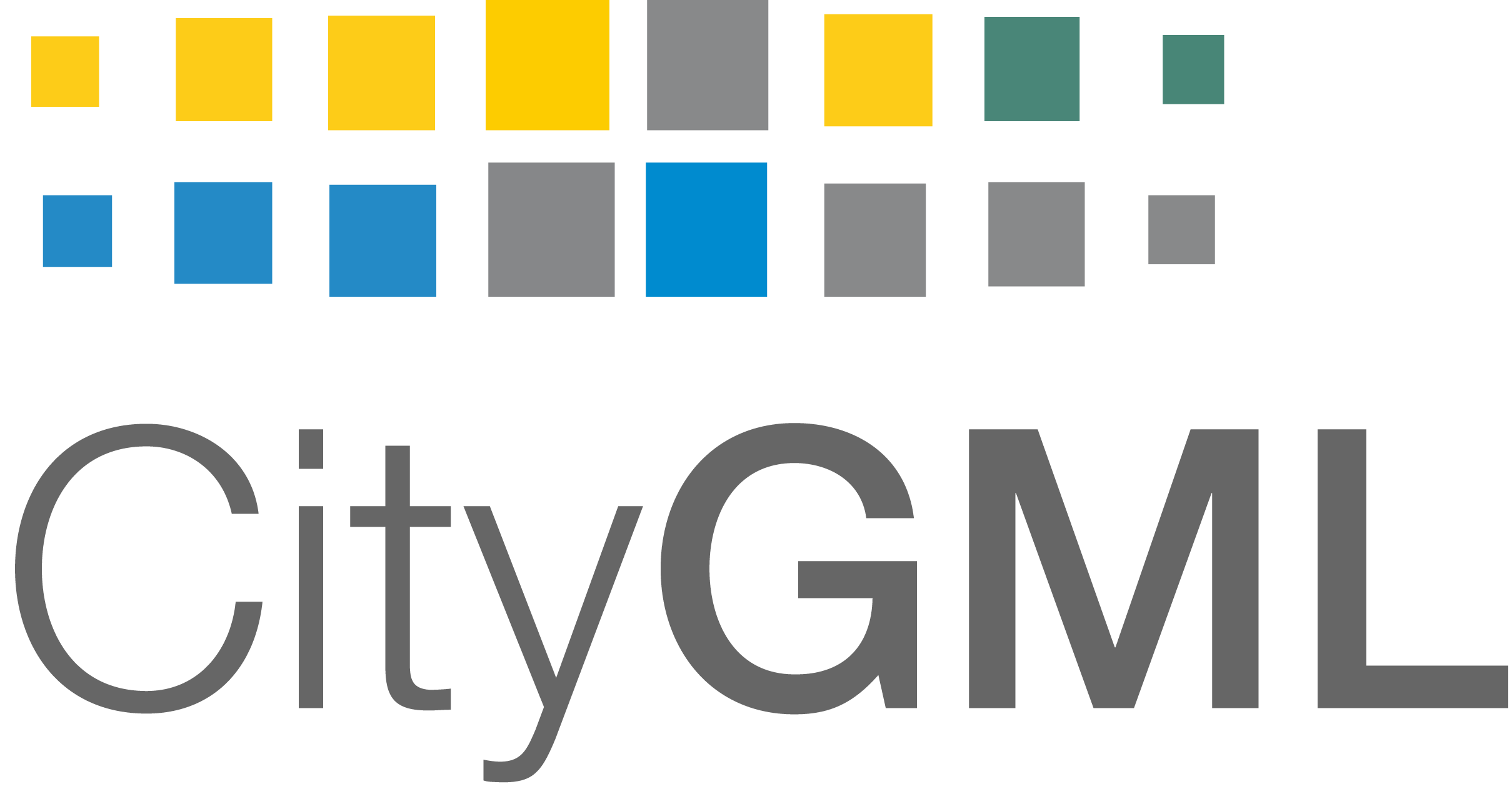
Logo

CityGML – otwarty standard przedstawiania, magazynowania i wymiany trójwymiarowych modeli wirtualnych miast i modeli terenu, wprowadzony przez Open Geospatial Consortium  (OGC). Standard ten zawiera cechy geometryczne, topologiczne i semantyczne tych modeli oraz dotyczące ich wyglądu.
Jedną z idei powstania standardu CityGML było umożliwienie przy budowaniu wirtualnych modeli łączenia danych pozyskiwanych z różnych źródeł, np. danych z lotniczych skanerów laserowych i zdjęć lotniczych.

## Właściwości
CityGML ma budowę modułową – oprócz modułów podstawowych (ang. core module) zawiera kilkanaście modułów tematycznych (ang. extension modules): Appearance, Building, CityFurniture, CityObjectGroup, Generics, LandUse, Relief, Transportation, Vegetation, Water-Body, TexturedSurface [deprecated].
Podstawową cechą języka CityGML jest też to, że każdy obiekt może być reprezentowany równocześnie na różnych stopniach szczegółowości, tzw. LoD (ang. Levels of Detail):
| Poziom szczegółowości | Zastosowanie                           | Charakterystyka | Dokładność (wymiary x,y / h) |
| --------------------- | -------------------------------------- | --- | ---------------------------- |
| LoD0                  | regiony, krajobrazy                    | numeryczny model terenu pokryty ortofotomapą, 2,5-wymiarowa prezentacja (2D + H), brak dachów | > 5 m / > 5 m                |
| LoD1                  | miasta, regiony                        | proste bryły z płaskimi dachami, model blokowy, dachy tylko płaskie | 5 m / 5 m                    |
| LoD2                  | dzielnice miast, pojedyncze inwestycje | model z teksturą, z rozróżnieniem typu dachu i jego kubatury, dachy rzeczywiste (rozróżnienie na płaskie i skośne) | 2 m / 1 m                    |
| LoD3                  | budynki (zewnętrze)                    | model z wiernie oddaną elewacją, wyodrębnione wszystkie elementy o rozmiarach większych od 0,5 m (np. lukarny), tekstury o wysokiej rozdzielczości, dokładnie oddany kształt i typ dachu, dachy bardzo rzeczywiste            | 0,5 m / 0,5 m                |
| LoD4                  | budynki (wewnątrz)                     | modele o pełnym architektonicznym odwzorowaniu z zewnątrz jak i wewnątrz, odzwierciedlający położenie ścian, drzwi i innych elementów budynku, wyodrębnione wszystkie elementy o rozmiarach większych niż 0,2 m, dachy wierne | 0,2 / 0,2 m                  |